# Bryan Robinson
Pour les articles homonymes, voir Robinson.
 (juin 2016).
Si vous disposez d'ouvrages ou d'articles de référence ou si vous connaissez des sites web de qualité traitant du thème abordé ici, merci de compléter l'article en donnant les références utiles à sa vérifiabilité et en les liant à la section « Notes et références ».
(en) Statistiques sur pro-football-reference
Bryan Keith Robinson, né le 22 juin 1974 à Toledo (Ohio) et mort le 11 juin 2016 à Milwaukee (Wisconsin), est un joueur américain de football américain.

## Carrière

### Université
Robinson commence sa carrière au College of the Desert. Après la victoire au Southern California Bowl 1994 face au El Camino College, il se voit proposer un transfert à l'université d'État de Californie à Fresno. Il intègre alors l'équipe de football américain des Bulldogs.

### Professionnel
Bryan Robinson n'est sélectionné par aucune équipe lors du draft de la NFL de 1997. Il signe, ensuite, comme agent libre non drafté avec les Rams de Saint-Louis. Lors de sa première saison (rookie), il entre au cours de onze matchs et se contente d'un poste de remplaçant. Il est libéré dès la fin de la saison.
Ensuite, Robinson signe avec les Bears de Chicago où il fait une saison 1998 comme remplaçant avant de se voir offrir le poste de titulaire en 1999. Le 7 novembre 1999, contre les Packers de Green Bay, il bloque un field goal de Ryan Longwell, permettant aux siens de remporter la victoire, dans un match chargé en émotion, du fait du décès récent de Walter Payton. Durant cinq saisons, Bryan domine le poste de defensive end et devient un membre important de la ligne défensive. Il va aussi jouer de plus en plus au poste de defensive tackle à partir de la saison 2002. Néanmoins, le 4 septembre 2004, juste avant le début de la saison, il est résilié par Chicago.
Il ne tarde cependant pas à retrouver une équipe car il signe avec les Dolphins de Miami et garde une place de titulaire. Il n'est pas conservé au terme de la saison. Pour la saison 2005, Robinson arrive chez les Bengals de Cincinnati où après une première saison en demi-teinte (ne disputant que la moitié des matchs de la saison régulière), il retrouve son poste de titulaire en 2006. La saison 2007 est beaucoup moins réjouissante, il est perd sa place et devient defensive tackle remplaçant.
Libéré après la saison 2007, il signe, le 11 avril 2008, avec les Cardinals de l'Arizona. Le schéma défensif de l'équipe étant un 3-4 (à savoir trois joueurs de ligne et quatre linebackers), Robinson est positionné comme nose tackle, une variante du poste de defensive tackle. Après la saison 2009, son contrat expire et il signe un nouveau contrat le 28 avril 2010. Le 31 décembre 2010, après la fin de la saison régulière, Roinson annonce qu'il met un terme à sa carrière. Néanmoins, le journaliste Ken Somers révèle, le 18 juillet 2011, que Robinson serait prêt à faire une autre saison en NFL, se disant ouvert à toutes propositions.
Le 11 juin 2016, il est retrouvé mort dans une chambre d'hôtel.